# 外エナメル上皮
外エナメル上皮（がいエナメルじょうひ）は歯の発生時期において、エナメル器の外周に位置する立方細胞の層の事。鐘状期に最初に認められる。
内エナメル上皮と連結する部分はcervical loopと呼ばれる。